# Trisetum tenellum
Trisetum tenellum là một loài thực vật có hoa trong họ Hòa thảo. Loài này được (Petrie) Allan & Zotov ex Laing & Gourlay miêu tả khoa học đầu tiên năm 1934.